# Постколониальная теория
Постколониальная теория (постколониализм) — междисциплинарное направление исследований, состоящие из анализа культурного наследия колониализма. Постколониализм включает в себя множество теорий в различных областях: философии, кино, политических науках, социально-экономической географии, социологии, феминизме, религиозных и богословских исследованиях, и литературе.
Постколониальная теория возникла в 1980-е годы под влиянием идей постструктурализма Мишеля Фуко, Жака Деррида, Жиля Делёза. Предшественником современного постколониализма был Франц Фанон. К основным представителям постколониальной теории относят Эдварда Саида, Гаятри Спивак, Хоми Баба. Смежными постколониальной теории дисциплинами являются дискурс-анализ, гендерная теория, культурные исследования, медиа-исследования.

## Постколониальное литературоведение
В качестве литературной теории постколониализм имеет дело с литературой, созданной народами, которые когда-то были колонизированы европейскими имперскими державами (например, Великобританией, Францией и Испанией), и литературой деколонизированных стран, вовлечённых в современные, постколониальные союзы (например, Франкофонии и Содружества наций) со своими бывшими метрополиями.
Постколониальное литературоведение делится на две категории: изучение постколониальных народов и изучение наций, продолжающих конструировать постколониальную национальную идентичность.
В большинстве случаев это англоязычная литература (американская, британская, индийская), а также французская, польская, болгарская, сербская и другая. Русская литература не часто выступает объектом колониального и постколониального дискурса. По советской традиции Российская империя и СССР не считаются колониальными странами, хотя некоторые эксперты, например, Элеонора Шафранская и Диттмар Шорковиц, утверждают, что это не соответствует действительности. Вопрос о колониализме СССР подробно разбирал профессор Европейского университета в Санкт-Петербурге Сергей Абашин: «Есть сильные аргументы как за то, что СССР был колониальной империей, так и против этого. Многие формы отношений действительно носили колониальный характер, но советское время не сводилось к колониальным отношениям, а содержало в себе другие элементы».